# Molekulová interakce

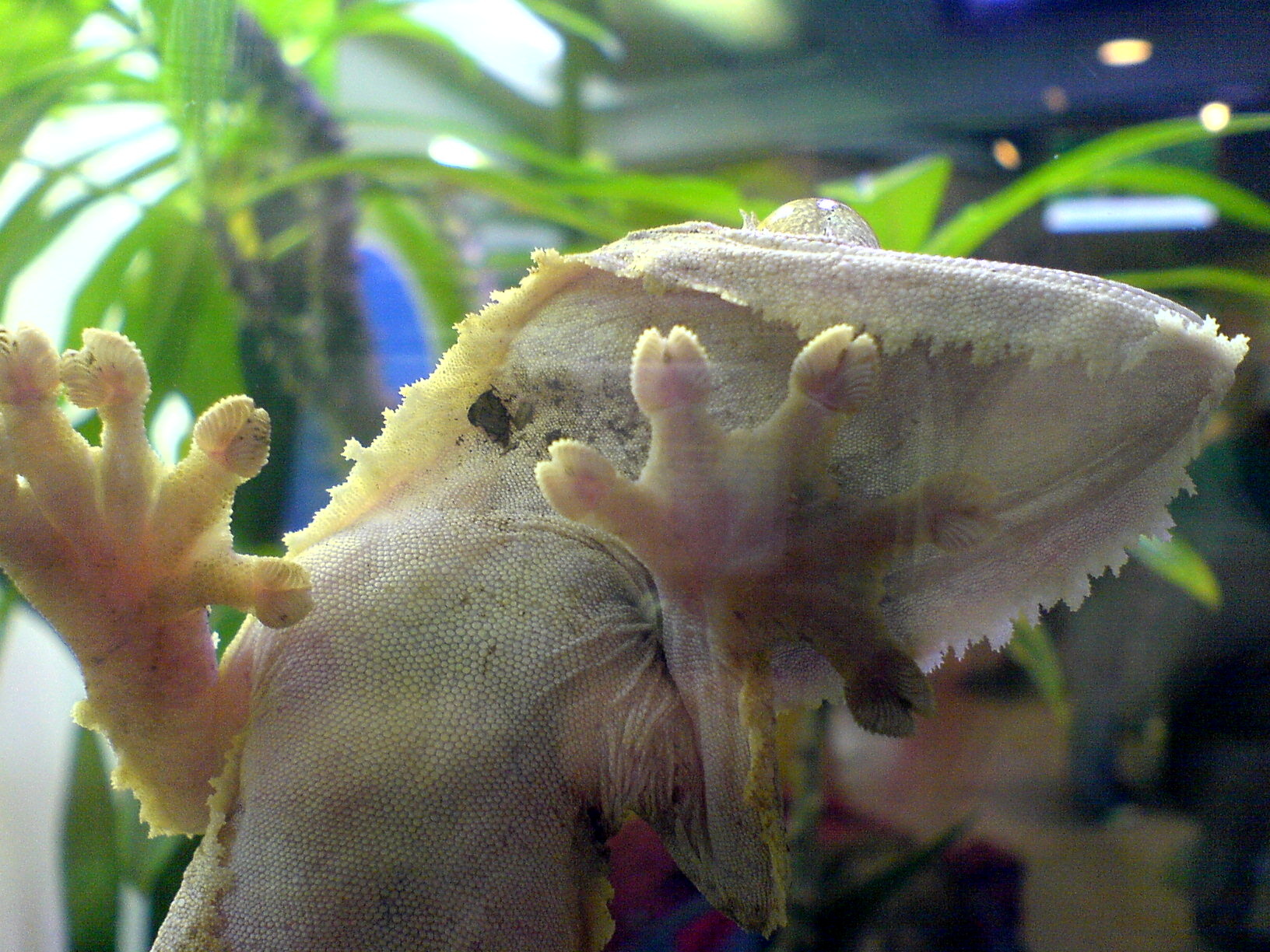
Gekon šplhá po skle velice dobře kvůli van der Waalsovým silám

Molekulová interakce je slabá síla umožňující sdružování atomů či molekul nízkomolekulárních látek do kapalného a pevného skupenství. Působí mezi molekulami téže látky i mezi nestejnými molekulami. Nejslabší takové interakce jsou u helia.
Podle fyzikálně chemické podstaty patří do slabých molekulových vazebných interakcí van der Waalsovy síly, vodíkový můstek a halogenová vazba (a její obdoby – chalkogenová, pniktogenová a tetrelová).

## Mezimolekulové interakce
Molekuly na sebe působí silami převážně elektromagnetického původu. Tyto interakce dále určují jejich strukturu, funkci, chemické a fyzikální vlastnosti. Existují i mezi elektricky neutrálními molekulami díky asymetrické distribuci náboje v molekule a polarizovatelností molekuly. Mezimolekulové interakce umožňují sdružování atomů či molekul do kapalného a tuhého skupenství. Nejslabší mezimoloekulové interakce jsou mezi atomy helia. Působí mezi molekulami téže látky i mezi nestejnými molekulami.
Čtyři základní mezimolekulové interakce jsou elektrostatická, indukční, disperzní a repulzní. První tři se označují souhrnným názvem van der Waalsovy síly, při volnějším použití termínu se do něj řadí i čtvrtá.

### Elektrostatická interakce

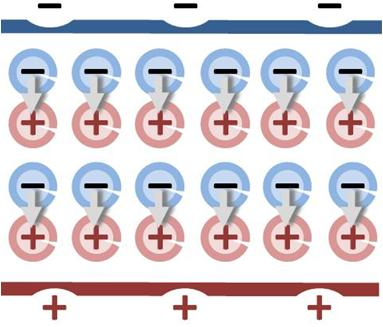
Souhlasně orientovány dipóly

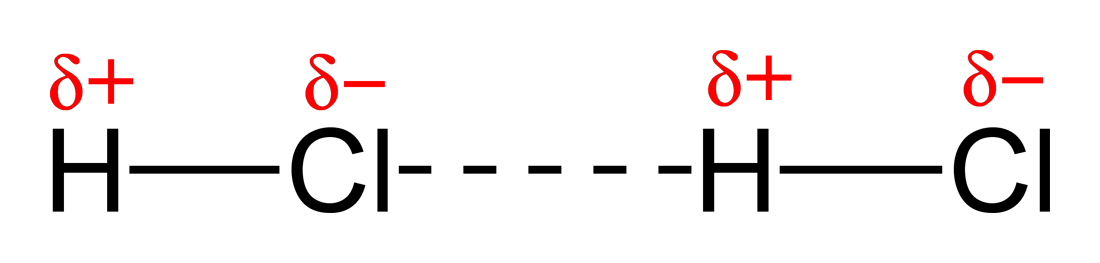
Interakce dipol-dipol molekul HCl

Typ interakce mezi dvěma molekulami a jejich elektrostatickými poli (interakce dipól-dipól), kterou popisuje Coulombův zákon
{\displaystyle F_{e}={\frac {1}{4\pi \varepsilon _{0}\varepsilon _{r}}}{\frac {|Q_{1}|.|Q_{2}|}{r^{2}}}} kde ε0 je permitivita vakua, εr je relativní permitivita a R je vzdálenost mezi náboji.
Mezimolekulová energie je pak
{\displaystyle E={\frac {1}{4\pi \varepsilon _{0}\varepsilon _{r}}}{\frac {|Q_{1}|.|Q_{2}|}{r}}},
může být buď kladná (tedy odpudivá) nebo záporná (tedy přitažlivá); znaménko závisí zdali budou mít náboje Q1 a Q2 souhlasné či opačné znaménko.
Její podstatou je silné elektrostatické přitahování opačně nabitých pólů polárních molekul. Maximální interakce dvou dipólů bude dosaženo, pokud budou orientovány souhlasně a budou se nacházet v jedné ose. Jelikož tedy budou mít minimum energie, budou se dipóly samovolně orientovat souhlasně. V opačném případě dojde k jejich maximálnímu odpuzování. Lze jí vysvětlit skutečnost, že polární pevné látky se rozpouštějí v polárních rozpouštědlech.

### Indukční interakce
Někdy se také nazývá polarizační interakce. Je to interakce typu dipól-indukovaný dipól a je vždy přitažlivá. Permanentní dipól jedné molekuly je schopen indukovat dipólový moment v druhé molekule. Pokud permanentní dipól přestane působit, zmizí také indukovaný dipól druhé molekuly. Energie interakce závisí na vzdálenosti, velikosti permanentního dipólu a schopnosti druhé molekuly se polarizovat.

### Disperzní interakce

Animace otáčejícího se prostorového modelu dvoušroubovice DNA

Disperzní interakce se také nazývají jako Londonova disperze či Londonovy síly. Patří mezi nejslabší mezimolekulové interakce působící mezi nepolárními molekulami a jsou vždy přitažlivé. Její původ pramení z předpokladu, že rozložení elektronů v molekulových orbitalech nepolárních molekul není neměnné, ale neustále se velmi rychle mění, čímž nastává polarizace dvou elektronových hustot, takže se krátkodobě stane, že na jedné straně molekuly je více elektronů než na druhé straně a vzniká proměnný nebo oscilující dipól; ovšem v dlouhodobém měřítku se dipólové momenty vzájemně vyruší a proto se molekuly jeví jako nepolární. Vzájemná interakce těchto krátkodobých dipólů vede k synchronizaci jejich oscilaci, což je podstatou přitažlivých disperzních sil. Tato interakce například umožňuje zkapalňování vzácných plynů nebo působí mezi vrstvami v grafitu či při stabilizaci dvojšroubovice DNA.

### Repulzní interakce
Nazývá se někdy také jako Pauliho repulze. Je způsobena repulzí vzájemně se překrývajících elektronových hustot a její podstatou je Pauliho princip výlučnosti dvou elektronů se stejným spinem ve stejném elektronovém obalu. Je vždy odpudivá a její velikost roste s klesající vzdáleností.

## Další mezimolekulové interakce
Existuje mnoho dalších specifických mezimolekulových interakcí, ale mezi nejčastější patří vodíková vazba, dvojvodíková vazba, halogenová vazba a jí obdobné vazby - chalkogenová, pniktogenová a tetrelová, nepravá vodíková vazba, iontové můstky, kation-¶,[zdroj?] patrové interakce apod. Existence vodíkových můstků je příčinou anomálií vody.